# Ismael Marchal Razquín
Ismael Marchal Razquín és un futbolista navarrès, nascut a Pamplona el 21 de març de 1975. És conegut futbolísticament com a Irurtzun, en homenatge al poble de la seua àvia. Ocupa la posició de davanter.

## Trajectòria
Sorgit del planter del Reial Madrid, va destacar al filial a la temporada 96/97, en la qual va marcar 12 gols, tot jugant a Segona Divisió. Això va possibilitar el seu debut amb el primer equip a la màxima categoria. La temporada 97/98 seguiria al Madrid B, sense més aparicions al conjunt de Primera.
Sense oportunitats a l'equip blanc, la temporada 98/99 marxa al Màlaga CF, on és suplent. Els andalusos aconsegueixen l'ascens a Primera i el davanter recala al CA Osasuna. Al quadre navarrès hi viurà la mateixa situació: suplència i ascens.
La temporada 00/01 hi retorna al Málaga, amb qui disputa altres cinc partits a primera divisió. A partir d'aquest moment, la carrera del davanter prosseguiria per la categoria d'argent. Al Racing de Ferrol (01/02) va sobresortir amb 17 gols, mentre que a l'Sporting de Gijón (02/05) va anar de menys a més, tot marcant 13 dianes la temporada 04/05.
L'estiu del 2005 fitxa pel Nàstic de Tarragona. Amb els catalans aconsegueix un altre ascens a primera divisió, contribuint amb 11 gols. Però, de nou a la màxima categoria, retorna a la suplència. Juga 22 partits, la majoria com a suplent, i marca dos gols, mentre que el Nàstic no aconsegueix la permanència.
La temporada 07/08 milita a la SD Ponferradina, de Segona B, i posteriorment retorna a Navarra per jugar amb el modest CD Unión Mutilvera.